# Приказано уничтожить
«Приказано уничтожить» (англ. Executive Decision) — американский кинофильм, боевик режиссёра Стюарта Бэрда.

## Сюжет
Отряд спецназа армии США совершает налёт на виллу близ Триеста. К досаде командира отряда подполковника Тревиса подвал пуст - террористы вывезли ёмкости с украденным советским отравляющим газом DZ-5, кроме того погиб один из его бойцов. Неизвестные боевики похищают главаря террористов Яффу со свадьбы его дочери и передают его американцам. Отряд Наджи Хасана захватывает вылетающий из Афин самолёт Boeing 747 с 406 пассажирами и требуют освободить Яффу. Присутствующий на совещании у министра обороны эксперт Пентагона по терроризму доктор Грант резко возражает против первоначального плана: посадить самолёт и послать на штурм отряд Тревиса. Грант полагает, что террористы загрузили в самолёт отравляющий газ и собираются взорвать его над Вашингтоном. Тревис предлагает послать самолёт-разведчик Lockheed F-117 Nighthawk, оснащённый выдвижным шлюзом, разработанный для стыковки с космическими аппартами. Несмотря на то, что это изобретение никогда не использовалось для пассажирских самолётов Тревис рассчитвает тайком провести свой отряд на самолёт и уничтожить террористов. Тревис требует присутствия в команде Гранта, поскольку виллу в Триесте штурмовали именно по его развединформации. Разработчик шлюза инженер Кэхил будет руководить стыковкой.
Отряд проникает на борт Боинга, но его пилоты поднимают самолёт, и шлюз разваливается. Тревис, жертвуя собой, закрывает люк Боинга. Подполковника и половину снаряжения отряда уносит прочь, сапёр отряда Кэппи ломает позвоночник. Отряд устанавливает камеры и готовится к штурму, но Грант убеждает командира Крысу подождать, так как уверен, что пособник террористов, маскируясь под пассажира, готов взорвать бомбу. Кехил под руководством обездвиженного Кэппи разбирает фальшивую бомбу и находит истинное взрывное устройство. Грант выходит на контакт со стюардессой, которая замечает, что один из пассажиров прячет пульт. Освобождённый Яффа звонит Хасану, но тот отвечает, что нанесёт удар в сердце неверных. Министр обороны приказывает сбить Boeing, но спецназовцам удаётся передать атакующим истребителям сообщение азбукой Морзе, используя вспышки бортовых огней самолёта. Грант проходит в пассажирский салон и выхватывает пульт у подозрительного пассажира, но это оказывается футляр с алмазами. Он узнаёт среди пассажиров алжирца Дему и бросается на него. Спецназ выключает свет в салоне и переходит к штурму. Смертельно раненый Дему запускает устройство, но Кэхил успевает вставить изолятор между контактами взрывателя. Хасан перед смертью расстреливает пилотов, крушение самолёта неминуемо вызовет взрыв бомбы, но начинающему пилоту-любителю Гранту удаётся посадить Боинг.

## В ролях
| Актёр           | Роль                                                             |
| --------------- | ---------------------------------------------------------------- |
| Курт Расселл    | доктор Дэвид Грант                                               |
| Хэлли Берри     | стюардесса Джин                                                  |
| Стивен Сигал    | подполковник Остин Трэвис                                        |
| Джон Легуизамо  | капитан Карлос «Крыса» Лопес                                     |
| Оливер Платт    | инженер Деннис Кэхилл                                            |
| Джо Мортон      | сапёр Кэмпбелл «Кэппи» Мэтени                                    |
| Дэвид Суше      | Наджи Хасан                                                      |
| Андреас Кацулас | Эль-Сайед Яффа                                                   |
| Джей Ти Уолш    | сенатор Маврос                                                   |
| Марла Мейплз    | стюардесса Нэнси                                                 |
| Би Ди Вонг      | сержант Луи Джанг                                                |
| Лен Кариу       | министр обороны Чарльз Вайт / Secretary of Defense Charles White |
| Николас Прайор  | государственный секретарь Джек Дуглас                            |
| Ричард Райхл    | сотрудник безопасности Джордж Эдвардс                            |
| Роберт Аписа    | скрытый террорист Жан-Поль Дему                                  |
| Илья Волок      | чеченец                                                          |
| Шон Тоуб        | террорист                                                        |
| Хуан Фернандес  | лондонский бомбист                                               |

## Критика
Критик Роджер Эберт оценил фильм как вполне банальный боевик, хотя отдельные сюжетные ходы интригуют зрителя. Самый интересный момент связан, по его мнению, с неожиданной скорой гибелью (уже на 20-й минуте) героя Стивена Сигала — он вовсе не оказывается главным героем. Положительная сторона картины — атмосфера боевика и хорошо проработанные экшн-сцены. Здесь ощущается опытная рука режиссёра Стюарта Бэйрда, известного по участию в создании «Крепкого орешка» и «Смертельного оружия». Звёздный актёрский состав и, в особенности Курт Рассел, в целом справляется со своей задачей и вытягивает картину на пристойный уровень. Критики также отметили неплохую игру актёров второго плана Хэлли Берри, Дэвида Суше и Джей Ти Уэлша.
Критик Мик Ласаль (San Francisco Chronicles) нашёл фильм сильно затянутым и эксплуатирующим избитые штампы. В сюжете присутствует множество ляпов и откровенных натяжек. Представляется крайне сомнительным, что наилучший способ тайной доставки порции нервно-паралитического газа в Вашингтон — это угнанный самолёт с 400 пассажирами на борту. В целом ничего особенно нового, по сравнению с «Крепким Орешком» или «Аэропортом», зритель в картине не увидит.

Помимо обычных для подобных картин недочётов стоит отметить безобразную привязанность Голливуда к теме иностранных террористов. Особенно после печальной памяти событий в Оклахома-Сити. Фильм содержит некий неприятный привкус. Название отсылает к приказу правительства об уничтожении авиалайнера с 400 пассажирами, до того как самолёт доставит нервно-паралитический газ до границ США. Картина сама полна отравы. Она демонизирует как иностранцев, так и администрацию США. Атмосфера фильма напоминает милитаристскую паранойю в «Рэмбо» — характерную черту фантастики рейгановской эпохи.
Оригинальный текст (англ.) Apart from the movie's specific flaws, there is something distasteful about Hollywood's insistence on foreign terrorists, especially after the extreme reality slap in Oklahoma City. Executive Decision has an odd and bitter element: The title refers to the government's decision to destroy the airliner -- with 400 innocents aboard -- before it can touch down and release the nerve gas. The movie is full of toxic gas itself. It demonizes both foreigners and the U.S. government in a way that reminded me of the militant paranoia of Rambo -- the definitive Reagan-era fantasy.

— Роб Гонсалвес, обозреватель ресурса efilmcritic

## Съёмки фильма
Фильм создавался при непосредственной поддержке Пентагона. В картине снялось реальное звено истребителей F-14 из эскадрильи VF-84 под названием «Весёлые Роджеры» (Jolly Roger). Фактически это была одна из последних операций эскадрильи, после которой она была расформирована.
Как и во многих других голливудских фильмах в «Приказано уничтожить» фигурирует вымышленная авиакомпания Oceanic Airlines. Её специально выдумали, дабы не создавать негативно окрашенный образ красочными съёмками захвата террористами и аварии самолёта при посадке какой-нибудь реальной авиакомпании. Для съёмок использовался настоящий пассажирский самолёт —  авиалайнер Boeing 747-200 (серийный номер MSN 21541) авиакомпании American Int Airways (бортовой номер N707CK), раскрашенный в цвета Oceanic. В 1988 году, когда он принадлежал другой авиакомпании — Kuwait Airways (бортовой номер 9K-ADA), он был захвачен террористами. Несмотря на то, что по сюжету фильма лайнёр совершал вынужденную тяжёлую посадку, терял двигатель и получал пробоину, в реальности летательный аппарат не пострадал и эксплуатировался до 2004 года.

## Награды
- 1997 премия Blockbuster Entertainment Award
  - Лучший актёр (Курт Рассел), лучшая актриса (Хэлли Берри)
  - Лучший дизайн костюмов (Данило Донати)
- 1997 номинации на премию Золотая малина
  - Худший актёр второго плана (Стивен Сигал)